# Takeshi Nogami
Takeshi Nogami (野上 武志, Nogami Takeshi) est un mangaka japonais.

## Biographie

### Carrière
Il commence sa carrière professionnelle de mangaka avec Koutetsu no Shoujo-tachi (ja) publié par Kadokawa Shoten.
Il diffuse ces mangas via le site Manga Cross.
En 2019, il lance TV Anime Sōsaku Hika ~Tezuka Osamu to Anime o Tsukutta Wakamono-tachi~, un documentaire sur Osamu Tezuka.
Il travaille aussi sur Strike Witches doujinshi.

## Œuvres

### En tant que mangaka
- 2012 : Marine-ko Yumi ;
- 2014 : Girls & Panzer : Ribbon no Musha ;

### En tant que producteur d'anime
- 2012 : Girls und Panzer ;
- 2014 : Girls & Panzer : Kore ga Hontou no Anzio-sen desu ! ;
- 2015 : Girls und Panzer der Film ;
- 2015 : Shirobako Specials ;

Source : MyAnimeList.net